# Martijn van Haasteren
Martijn van Haasteren (* 12. September 1980 in Delft) ist ein ehemaliger niederländischer Tennisspieler, der ab 2008 für die Niederländischen Antillen antrat.

## Karriere
Van Haasteren war bei den Junioren nicht aktiv und begann 2003 Profiturniere zu spielen. Im Einzel war er dabei nie sonderlich erfolgreich. Nur von 2004 bis 2006 war er am Jahresende unter den Top 700 der Weltrangliste. Auf der drittklassigen ITF Future Tour kam er fünfmal in seiner Karriere ins Halbfinale, aber nie ins Endspiel. In Busan und auf Réunion erreichte er 2005 auf der ATP Challenger Tour zweimal das Viertelfinale, sodass er im Februar 2006 mit Rang 474 im Einzel sein Karrierehoch erreichte.
Der Fokus von van Haasteren lag hauptsächlich auf dem Doppel. 2004 gewann er die ersten zwei Future-Titel, womit er das Jahr erstmals in den Top 500 abschloss. 2005 kam der dritte Future-Triumph hinzu. Darüber hinaus war er auch bei Challengers erstmals erfolgreich. Er spielte hauptsächlich mit seinem Landsmann Bart Beks zusammen und zusammen erreichte sie 2005 vier Challenger-Halbfinals. Einmal davon, in Dresden, schafften sie es auch ins Endspiel, wo sie Christopher Kas und Philipp Petzschner unterlagen. Ende des Jahres standen sie erstmals in den Top 300.
Neben Beks tat er sich auch mit Michel Koning und Jasper Smit im Doppel zusammen. Mit Smit gewann er im Jahr 2006 zwei Futures sowie die Challengers in Dublin und Helsinki. Mit Beks bestritt er in Tunis zudem ein weiteres Challenger-Endspiel und kam in ’s-Hertogenbosch zu seinem Debüt auf der ATP Tour – dort unterlagen sie. An der Seite von Koning fuhr er einen Future-Titel ein, alle weiteren Erfolge – darunter zwei weitere Endspielteilnahmen in Istanbul und Rimouski – feierte er mit Smit. Mit Platz 133 war er am Jahresende deutlich besser als im Vorjahr platziert. Im Februar 2007 erreichte er Platz 117, sein Karrierehoch. In diesem Kalenderjahr standen van Haasteren und Smit noch bei etlichen Challengers im Halbfinale, aber lediglich in Grenoble, Barnstable und Tunis zogen sie auch ins Endspiel ein. Das Finale in Grenoble gewannen sie, womit sie ihren dritten und letzten gemeinsamen Titel sammelten. Auf der ATP Tour überstand die Paarung nur 2007 in Amersfoort und 2008 in Zagreb die erste Runde. Über die zweite Runde kamen sie aber nie hinaus. 2008 beendete van Haasteren ohne Challenger-Endspiel auf Rang 264.
Er wechselte in diesem Jahr die Nationalität zu den Niederländischen Antillen, da er dadurch für deren Davis-Cup-Team antreten durfte. Für die Mannschaft hat er in sieben Begegnungen eine Bilanz von 6:8. 2009 und 2010 kamen noch der siebente und achte Future-Titel dazu, während er in der Rangliste schon aus den Top 500 gefallen war. Bis 2013 nahm er noch gelegentlich an Turnieren teil, bis er 2013 seine Karriere beendete.
Nach seiner aktiven Karriere arbeitete van Haasteren in verschiedenen Aufgaben als Tennistrainer, so etwa als Reisetrainer von Michel Koning, Matwé Middelkoop und Stephan Fransen. Zudem erreichte er 2017 in der Altersklasse U40 Platz 15 im Doppel. Im Beachtennis war er ebenfalls aktiv und war auf Platz 46 platziert; auch Padel spielte er. Außerdem trat er bis 2019 für den RTHC Bayer Leverkusen in der Tennis-Bundesliga (Herren 30) an.

## Erfolge
| Legende (Anzahl der Siege) |
| Grand Slam                 |
| ATP Finals                 |
| ATP Tour Masters 1000      |
| ATP Tour 500               |
| ATP Tour 250               |
| ATP Challenger Tour (3)    |

### Doppel

#### Turniersiege
| Nr. | Datum              | Turnier  | Belag         | Partner     | Finalgegner                      | Ergebnis         |
| --- | ------------------ | -------- | ------------- | ----------- | -------------------------------- | ---------------- |
| 1.  | 9. Juli 2006       | Dublin   | Teppich (i)   | Jasper Smit | Colin Fleming Jamie Murray       | 6:3, 2:6, [10:8] |
| 2.  | 19. November 2006  | Helsinki | Hartplatz (i) | Jasper Smit | Ernests Gulbis Deniss Pavlovs    | 7:66, 6:2        |
| 3.  | 30. September 2007 | Grenoble | Hartplatz (i) | Jasper Smit | Frederik Nielsen Martin Pedersen | 6:3, 6:1         |